# Palais fédéral
Le Palais fédéral est le bâtiment abritant le Conseil fédéral et l'Assemblée fédérale de la Suisse. Le premier organe exerce le pouvoir exécutif tandis que le second exerce le pouvoir législatif. L'Assemblée fédérale est elle-même divisée en deux chambres : le Conseil national, chambre basse, et le Conseil des États, chambre haute. 
Le Palais fédéral domine la Place fédérale, à Berne, la capitale du pays. 

## Histoire
Après la fondation de l'État fédéral en 1848, le Conseil fédéral et le parlement utilisent d'abord divers bâtiments de Berne. L'Hôtel du gouvernement (actuelle aile ouest) est construit dès 1852 selon les plans de l’architecte bernois Jakob Friedrich Studer (de), aidé de Horace Édouard Davinet. Inauguré le 5 juin 1857, il comprend alors deux salles, l'une pour le Conseil national, l'autre pour le Conseil des États, ainsi que des salles de séance pour le gouvernement, 96 bureaux pour l'administration fédérale et un logement pour le chancelier de la Confédération. Aujourd'hui, le Conseil fédéral y tient ses séances hebdomadaires dans une salle du 1er étage offrant une vue sur l'Aar.
Dessiné par l'architecte Hans Wilhelm Auer, l'actuel palais est inauguré le 1er avril 1902 après huit années de travaux et un investissement de plus de 7 millions de francs pour construire un édifice de 3 742 m². Il est inséré entre l'ancien Hôtel du gouvernement, le plus ancien des trois corps de bâtiment constituant l'actuel Palais fédéral, et l'aile est bâtie entre 1888 et 1892. Il constitue l'achèvement harmonieux d'une lignée d'édifices dont il est la réalisation la plus remarquable. Par son architecture, il est représentatif de la fin du XIXe siècle, plus particulièrement de l'historicisme. Il est construit en grès d'Ostermundigen. La grande fresque Le Lac des Quatre-Cantons, le berceau de la Confédération, qui orne la salle du Conseil, fut commandée au peintre suisse Charles Giron (1850-1914) en 1899 par le Département fédéral de l'intérieur précisant qu'il souhaitait un paysage gigantesque avec un symbolisme puissant[réf. nécessaire]. Cette œuvre mesure cinq mètres de hauteur sur douze de long et fut achevée en 1901. Le peintre offrit l'esquisse de ce tableau à Adrien Lachenal (1849-1918), président de la Confédération.
À noter que le coût de construction était de sept millions de francs de l'époque, ce qui équivaut aujourd'hui à plus d'un milliard de francs.
Les salles du Conseil national et du Conseil des États sont rénovées, respectivement en 1993 et 2001. Par ailleurs, après trois ans de travaux qui ont coûté 103 millions de francs suisses, le Palais fédéral rénové est officiellement inauguré le 21 novembre 2008.

## Agencement

### Façade nord
Sur le fronton nord du bâtiment se dressent trois statues sculptées par Auguste de Niederhäusern symbolisant l'exécutif, l’indépendance politique et le législatif. Aux extrémités du fronton, les deux griffons sont d'Anselmo Laurenti et représentent la force et l’intelligence.
Les clefs de voûte au-dessus des portails d’entrée, réalisées par Maurice Hippolyte Reymond de Broutelles symbolisent le courage, la sagesse et la force.
Dans la niche de gauche se trouve une allégorie de la liberté, représentée avec une chaîne brisée et, dans celle de droite, une allégorie de la paix tenant un rameau d’olivier et s’appuyant sur une épée rangée dans son fourreau tous deux réalisés par James Vibert.
Deux statues de bronze de Maurice Hippolyte Reymond de Broutelles situées de chaque côté des portails d’entrée représentent l'histoire suisse écrite au passé et au présent.
En septembre 2023, pour le 175e anniversaire de la Constitution de 1848, le tympan du Palais du Parlement est décoré d'une mosaïque de 246 plaques (en référence aux 200 conseillers nationaux et 46 conseiller aux États) triangulaires ondulées en céramique vernissée. Réalisée par l'artiste bâloise Renée Levi (de) et son mari Marcel Schmid, l’œuvre est nommée « Tilo » en hommage à Tilo Frey, première femme de couleur élue au Parlement, en 1971,.

### Hall de la coupole
Le hall de la coupole se trouve au centre du Palais fédéral, entre les deux salles des conseils et est conçu en forme de croix.
Au-dessus, la coupole de verre contient les armoiries et les noms des 22 cantons originaux rangés en cercle autour dune mosaïque représentant la croix suisse. La devise « Unus pro omnibus, omnes pro uno » y est inscrite et entoure le drapeau suisse. Les armoiries du canton du Jura et sa date de création sont en-dehors, au sud, de la couple de verre.
Les quatre fenêtres cintrées sont décorées de vitraux représentant des scènes de travail en mettant en évidence les quatre activités économiques et industries suisses en 1902 : À l’est, la région du lac de Zurich avec l’industrie textile ; au nord, les bords du Rhin avec le commerce et les transports ; à l’ouest, les montagnes jurassiennes avec l’industrie métallurgique et au sud, les Alpes bernoises avec l’agriculture. Ceux-ci ont été peints par Hans Sandreuter, Albert Welti, Emile-David Turrian et Ernest Biéler.
Les médaillons de la coupole, symbolisant la défense, l'éducation, la justice et le domaine de la construction, ont été sculptés par Antonio Soldini (en) (député tessinois au Conseil national de 1902 à 1905).
En haut de l'escalier central, le « Monument des trois confédérés (de) » représentant Werner Stauffacher, Walter Fürst et Arnold von Melchtal) prêtant le serment du Grütli. La sculpture est de James Vibert.
En face du monument, se trouve un bas-relief représente « l'origine des Suisses » racontée dans « Wilhelm Tell » de Friedrich von Schiller. En dessous du bas-relief, se trouve deux statues représentant Arnold Winkelried (symbole de l'esprit de sacrifice) et de Nicolas de Flüe (incarnation de l'esprit de conciliation). Quatre mercenaires sont présents à la croisée des escaliers; ils personnifient les quatre langues nationales (l'allemand, le français, l'italien et le romanche).

### Salle du Conseil national

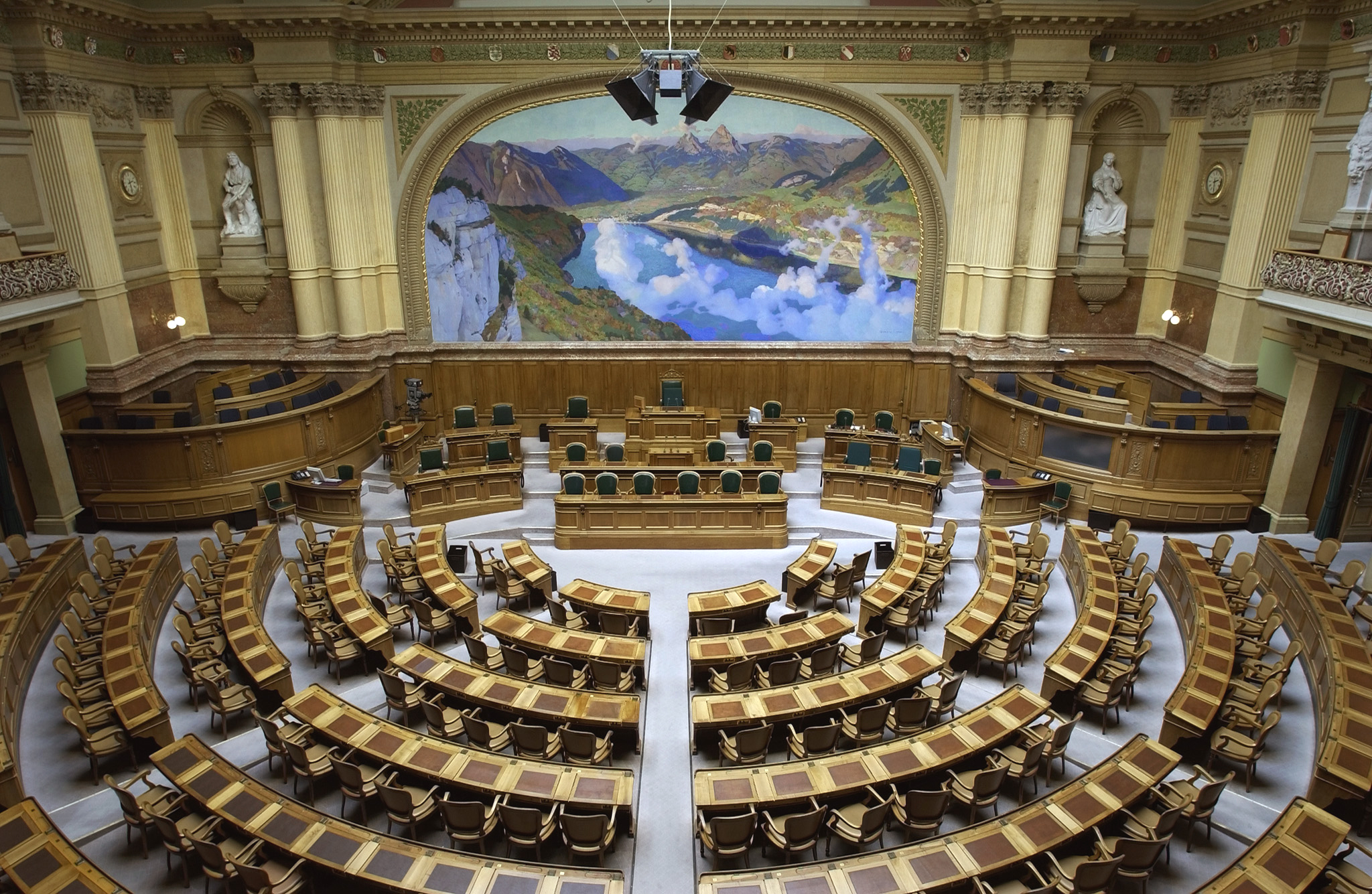
La salle du Conseil national.

La salle du Conseil national est décorée de la grande fresque Le Lac des Quatre-Cantons, le berceau de la Confédération. Elle fut commandée au peintre suisse Charles Giron (1850-1914) en 1899 par le Département fédéral de l'Intérieur précisant qu'il souhaitait « un paysage gigantesque avec un symbolisme puissant ». Cette œuvre mesure cinq mètres de hauteur sur douze de long, et achevée en 1901, représente la prairie du Grütli, le massif montagneux des Mythen et la ville de Schwytz. Dans le nuage blanc, un âge de la paix y est représenté.
Au dessus de la fresque, un bas-relié appelé légende représente une femme racontant à des enfants « les exploits accomplis par leurs ancêtres ». Aux extrémités de la fresques, trônent la statue de la femme de Stauffacher et la statue de Guillaume Tell. Un frise, faisant le tour de la salle, est ornée des armoiries de 59 communes suisses importantes en 1902.
La dernière restauration de cette salle date de 1993.

### Salle du Conseil des États

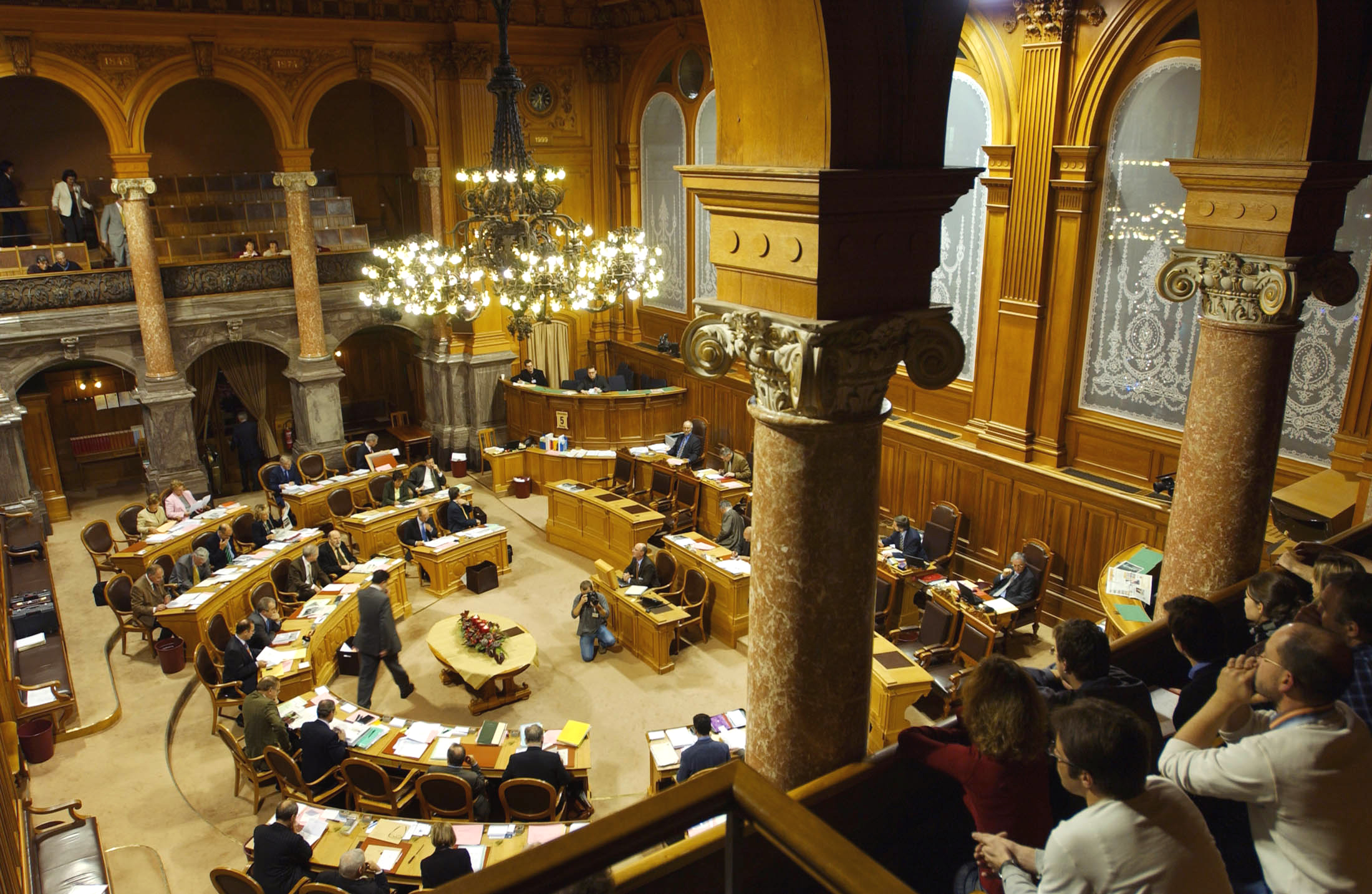
La salle du Conseil des États.

La salle du Conseil des États possède trois hautes fenêtres cintrées donnant sur la place Fédérale. Les rideaux sont faits en broderie de Saint-Gall.
Sur le mur du fond, une fresque est apposée à travers les arcades. Réalisée par Albert Welti et Wilhelm Balmer, elle représente une Landsgemeinde dans le canton de Nidwald. Sur des panneaux au sommet des arcades, plusieurs dates rappellent les années importantes de l'histoire constitutionnelle suisse (1291 : pacte fédéral ; 1848 : première Constitution ; 1874 : deuxième Constitution ; 1370 : Charte des prêtres).
Au plafond, au centre de la salle, se trouve un lustre en fer forgé de Ludwig Schnyder von Wartensee datant de 1902. Celui-ci est composé de 208 ampoules et pèse 1,5 tonne.
La dernière restauration de cette salle date de 2001.

## Architecture

### La coupole

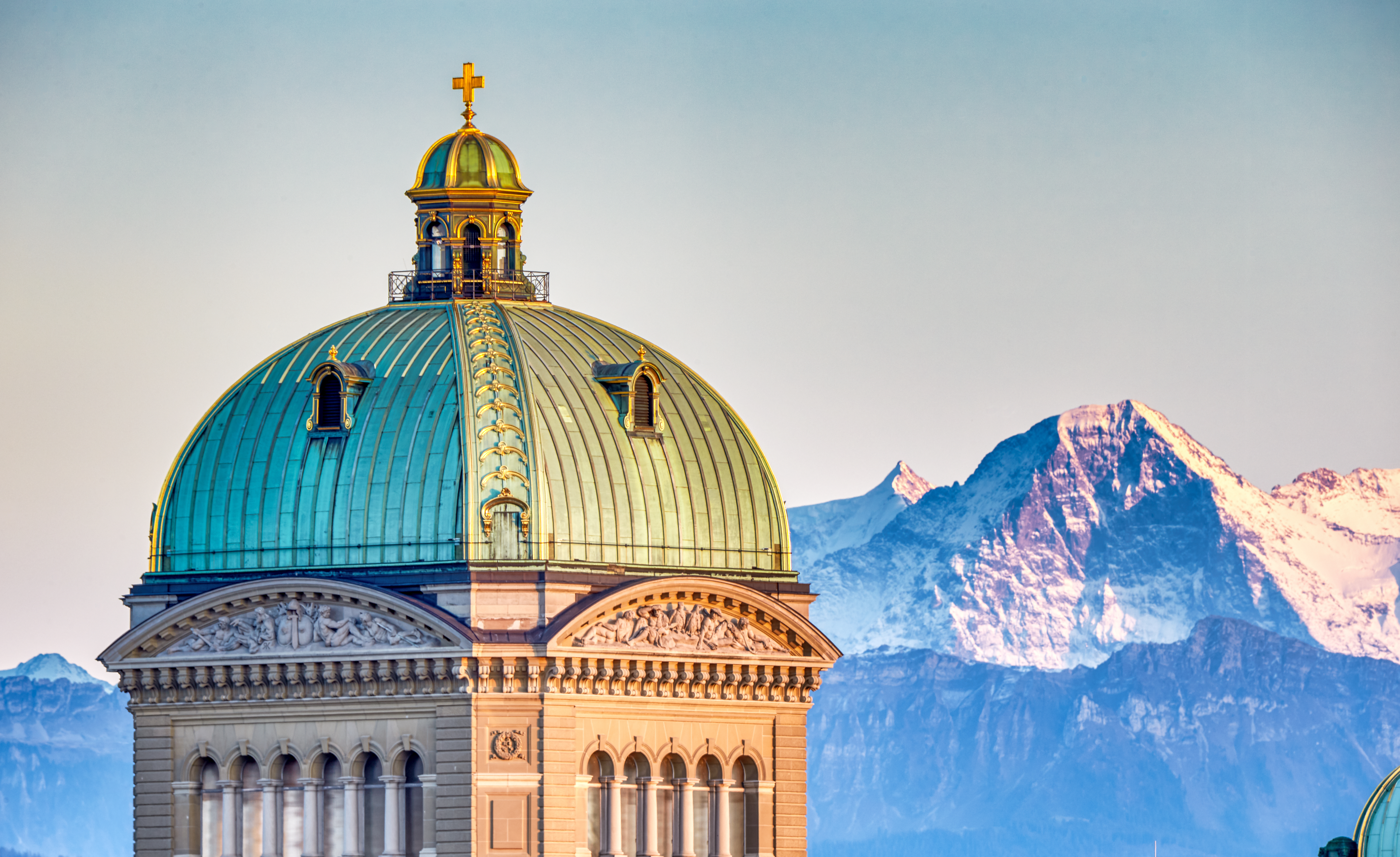
La coupole du Palais fédéral.

La coupole est construite pendant l’hiver 1900-1901. Fait en acier, la structure arrondie pesant plus de 70 000 kilos, est recouvert de plaques de cuivre et de feuilles d’or. À l’origine, la coupole est de couleur cuivrée, qui prit son aspect vert actuel.
Sur la coupole, les 22 ouvertures de fenêtres (5 à l’Est et Ouest et de 6 au Nord et Sud) représentent les 22 cantons originaux. À l’origine, des lampes à arc éclairaient les 22 fenêtres et la coupole devenait « un phare guidant peuple et cantons ». Quatre reliefs de Richard Kissling sont situés au-dessus des 22 fenêtres.
Une croix suisse, sertie de feuilles d’or, surmonte la lanterne et indique que « la patrie est sous la protection de Dieu » :

« Coiffée de la croix fédérale et visible de loin, la coupole sera, également pour les générations futures, le symbole de l’unité et de la cohésion de la nation suisse. Et qu’en cet édifice règnent pour toujours et à jamais la justice, la sagesse, la fidélité et l’amour de notre belle patrie, sous la protection de Dieu Tout-Puissant. »

— Josef Zemp, président de la Confédération, extrait de son discours prononcé à l’occasion de l’inauguration du Palais du Parlement, en avril 1902.

## Infrastructures
En 1997-1998, un bunker aurait été bâti, « sous l'aile ouest du Palais fédéral ».

## Galerie

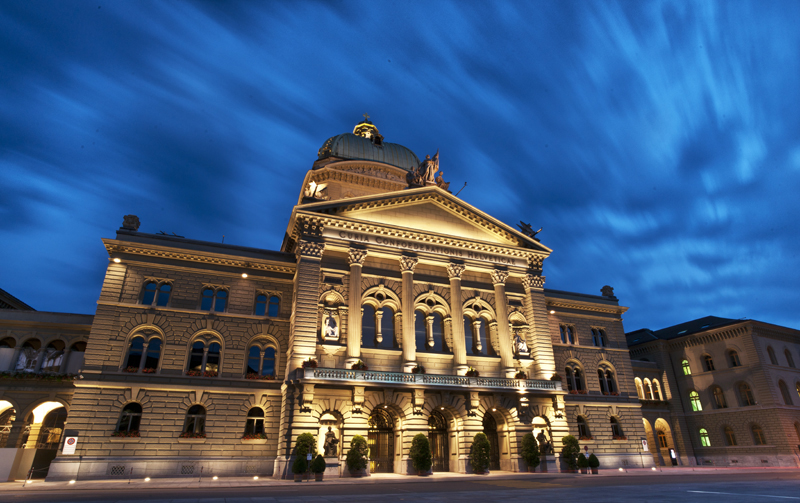
Le Palais fédéral.
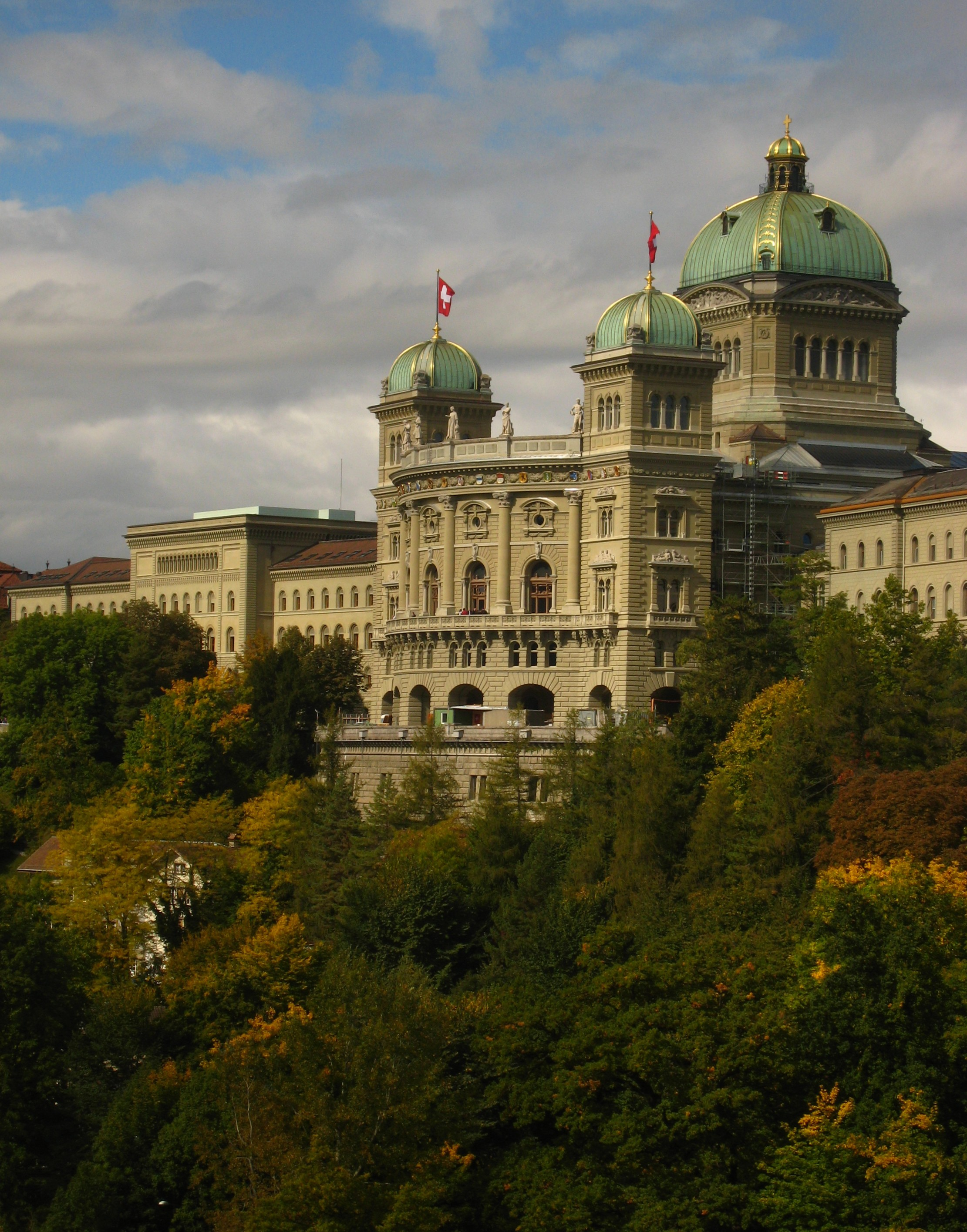
La façade sud du Palais fédéral.
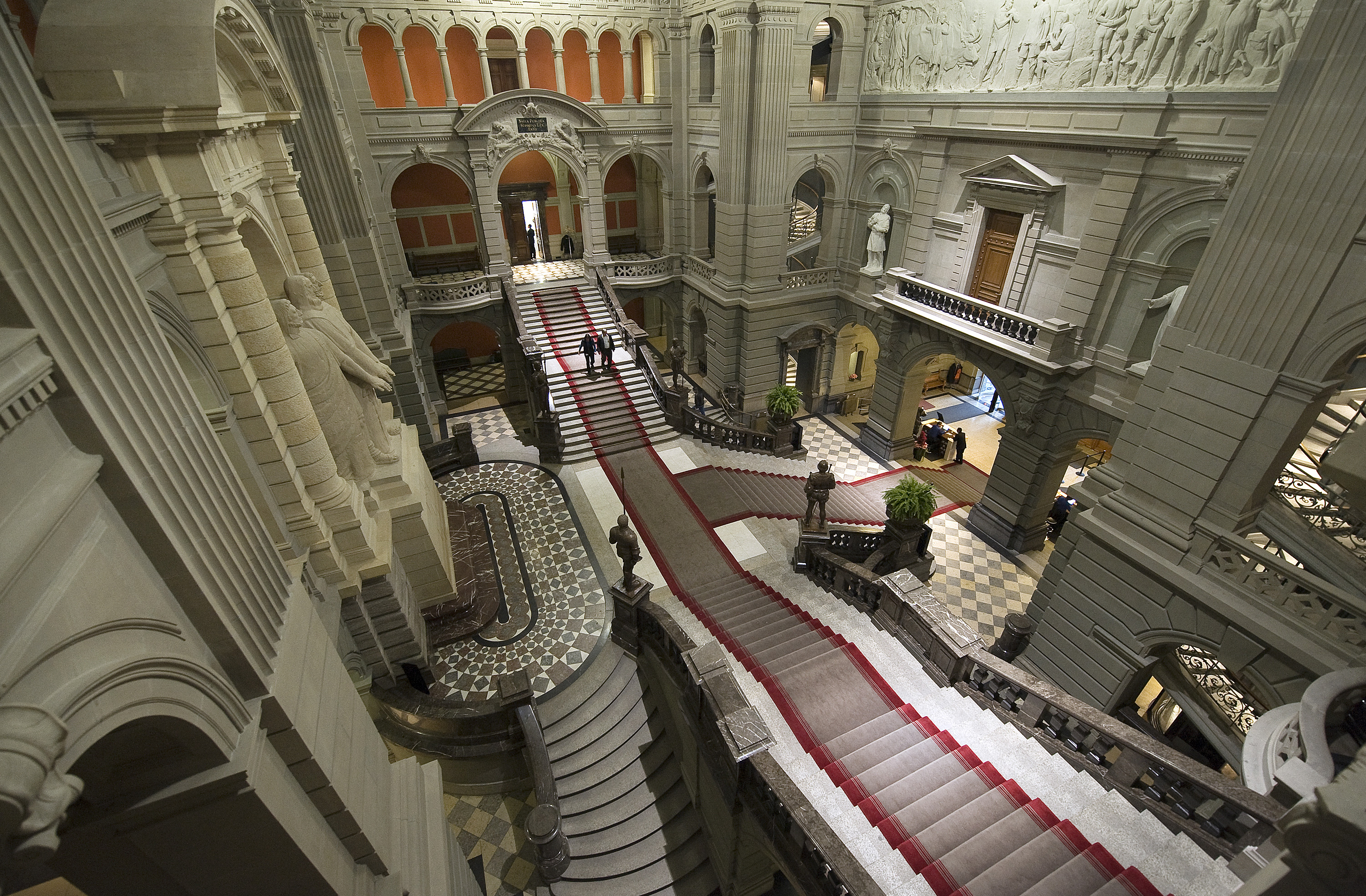
Le hall de la coupole.

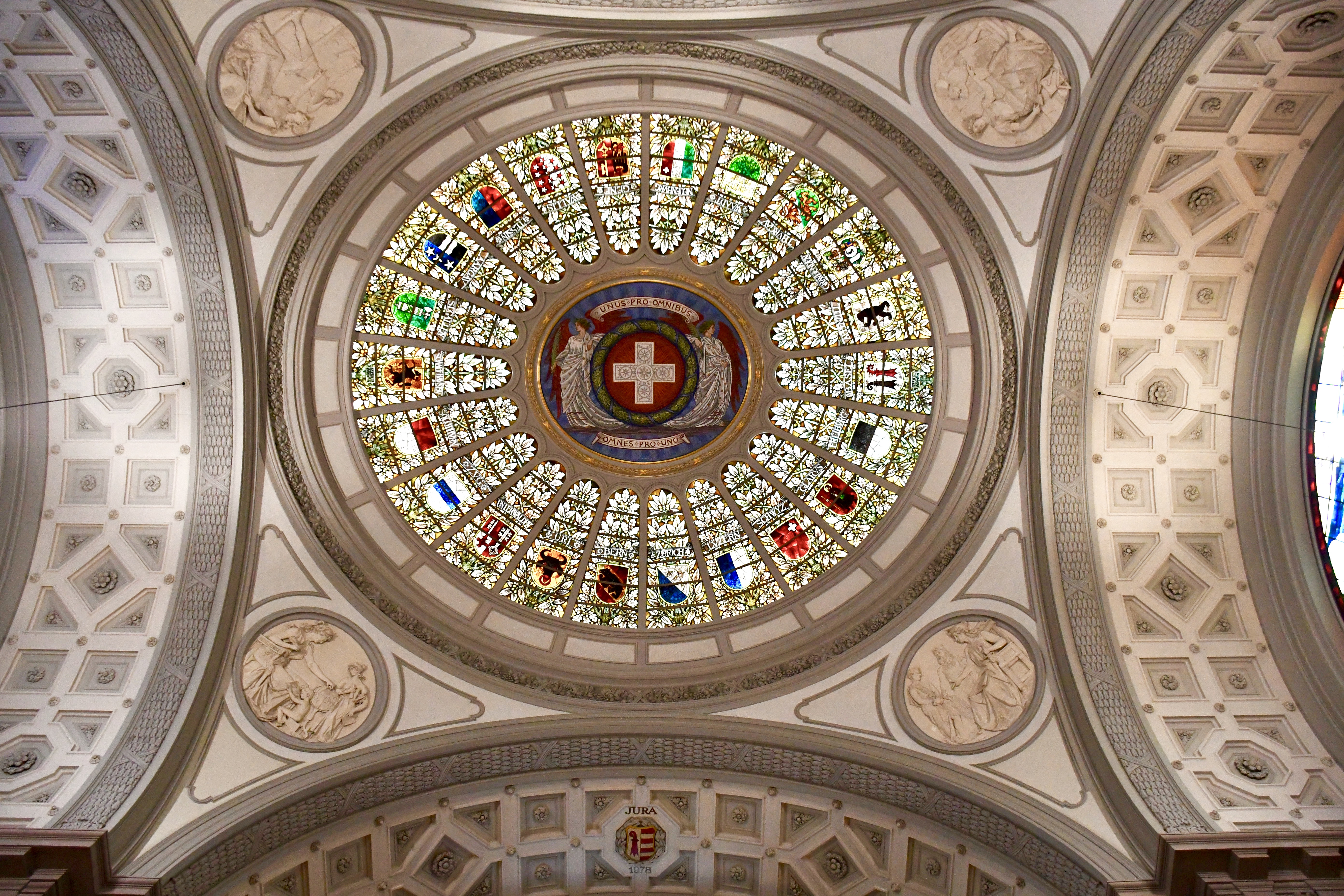
La coupole.
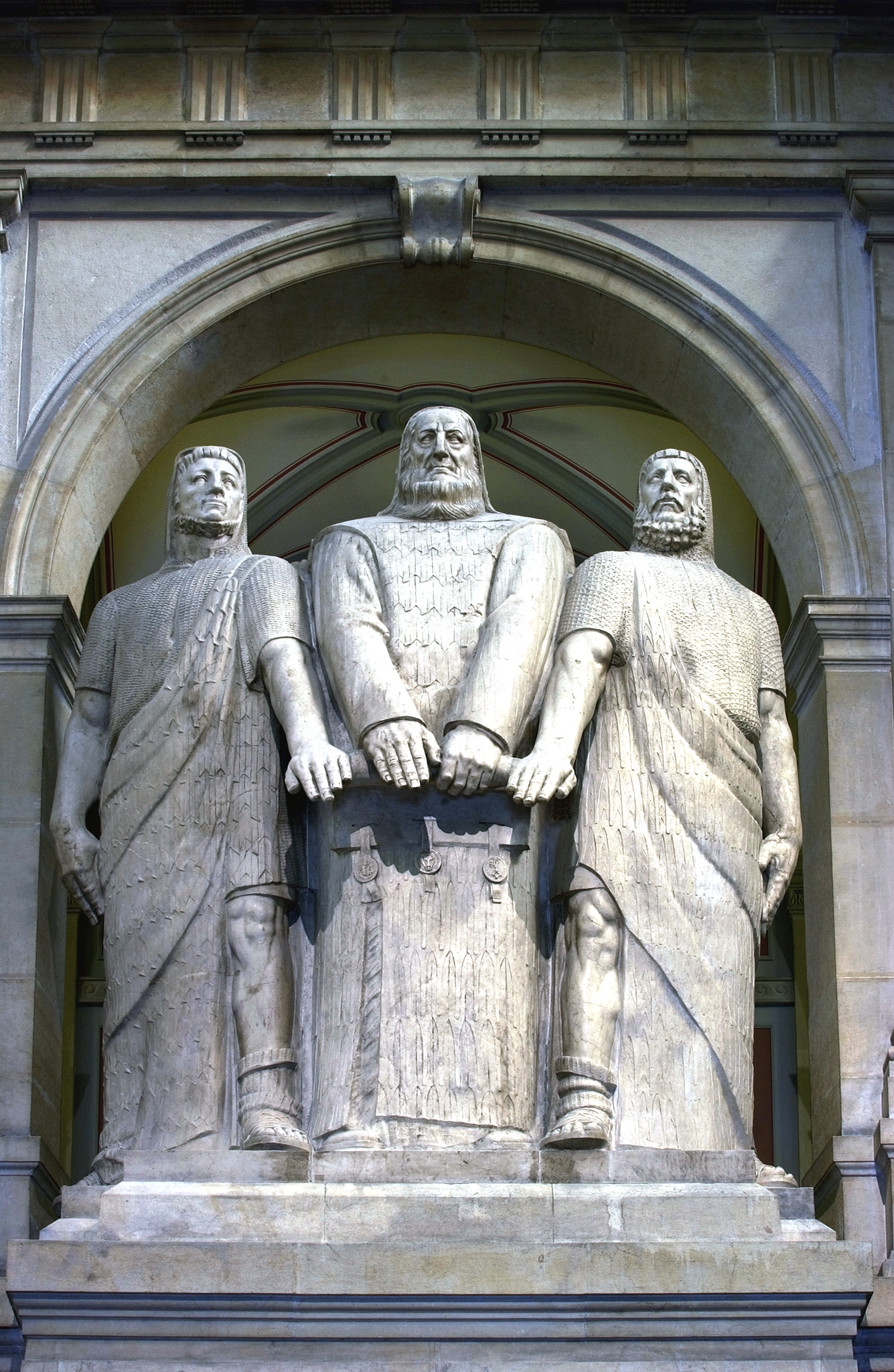
James Vibert, Les trois Confédérés (1914).
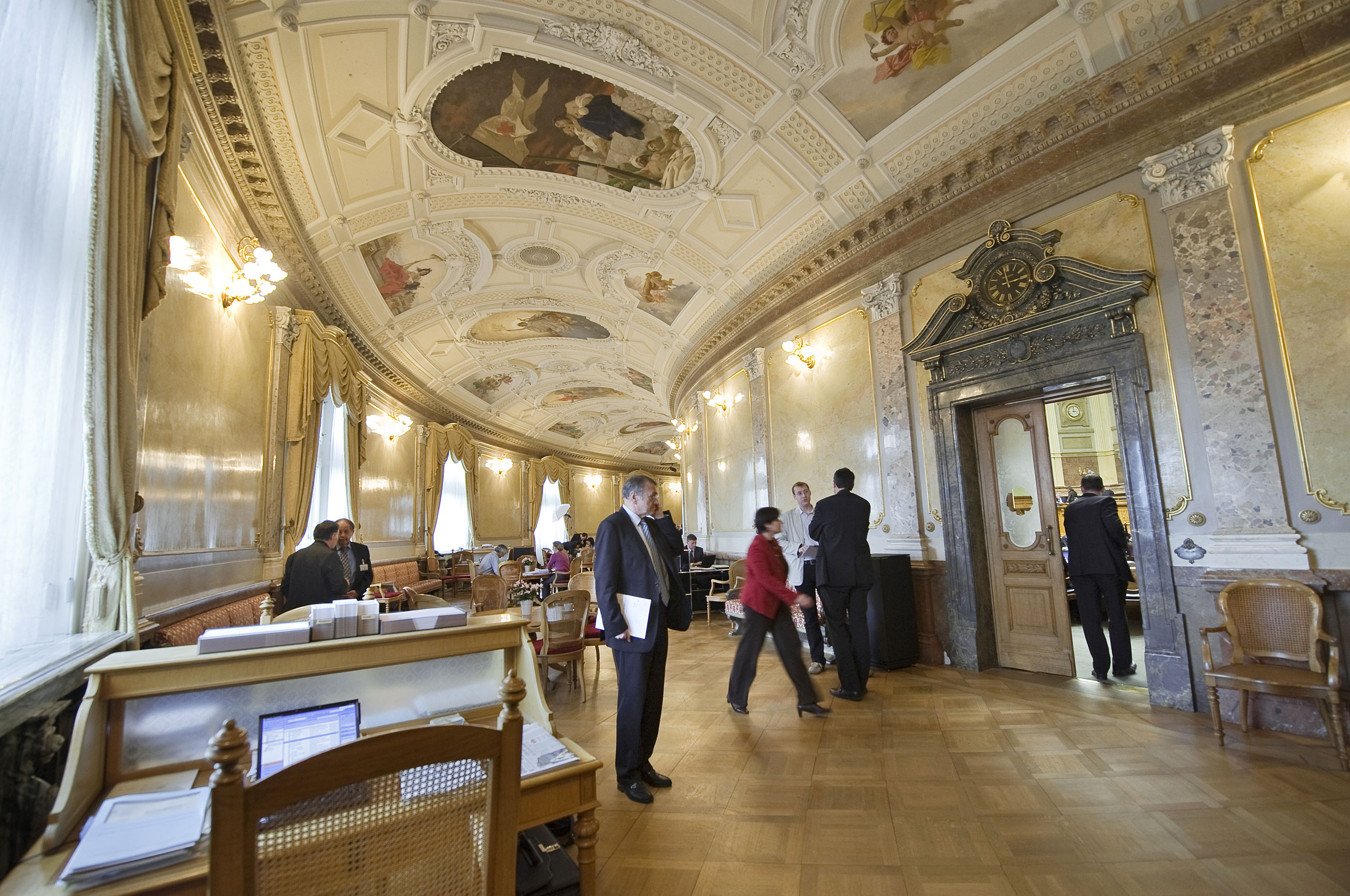
La salle des pas perdus. Peintures d'Antonio Barzaghi-Cattaneo.
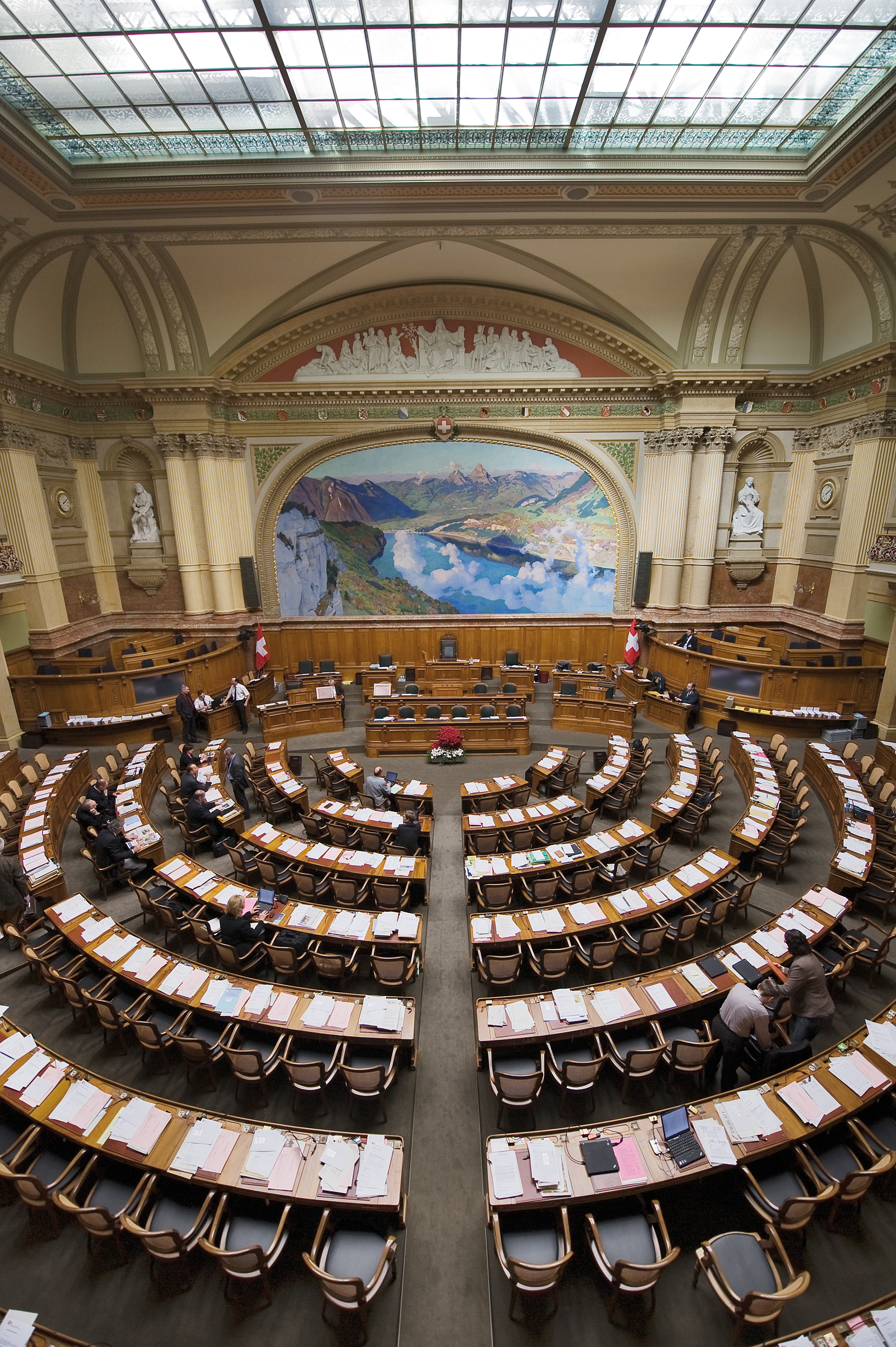
La salle du Conseil national.
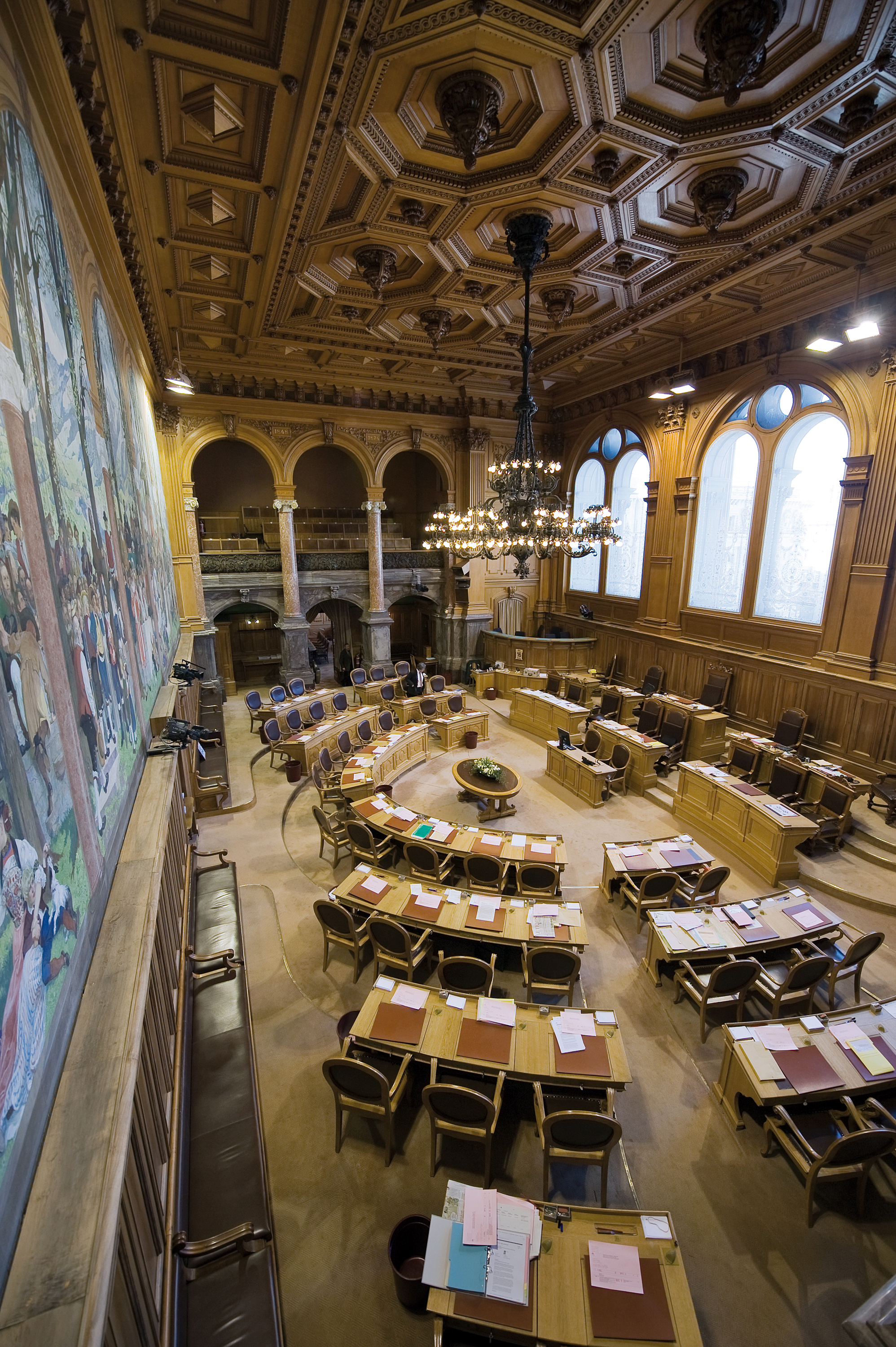
La salle du Conseil des États.
Le Palais fédéral de nuit. Septembre 2018.